# قطري الحراشف
قطري الحراشف (الاسم العلمي:†Stagonolepis) هو جنس من الحيوانات يتبع فصيلة قطريات الحراشف من رتبة الأيتوصوريات. كان طول قطري الحراشف الروبرتسوني يبلغ حوالي 3 أمتار. كان حيوانا رباعي الحركة مغطى بقشور مدرعة سميكة انتشرت على طول جسمه. كان بطيء الحركة في رعي الأشجار والشجيرات وكان يمكنه أن يستخدم دروعه الثقيلة لصد هجمات المفترسات قرابيات الأسنان التي عاصرته. كان قطري الحراشف ذو رأس صغير جداً نسبةً لحجمه إذ كان فقط 25 سم وهو ما يمثل أقل من 10٪ من إجمالي طول الجسم. لم يكن لديه أسنان في مقدمة فكيه، ولكن كان له بدلاً من ذلك طرف يشبه المنقار متقوس إلى ألأعلى. وهذا من شأنه أن يسمح له باقتلاع النباتات بطريقة مماثلة للخنزير الحديث. وكانت الأسنان الشبيهة بأسنان الخنازير في الجزء الخلفي من فمه مناسبة لمضغ النباتات القاسية بما في ذلك الكنباث والسرخس والسيكاديات التي كانت قد تطورت حديثاً.

## أنواع قطري الحراشف
- قطري الحراشف الأولنكي
- قطري الحراشف الربرتسوني